# Tobiáš Adler
Tobiáš Adler byl sklář, který přišel do Čech z Horního Rakouska. Se svým otcem Martinem a dědem Kryštofem působili nejprve jako sklářští tovaryši ve Fryšavě na Moravě. Tobiáš pak byl předním tovaryšem na sklárně u Doks v severních Čechách, odkud přešel do huti u Nespěřic. Kdy se tak přesně stalo, není známo, ale první záznam se jménem Tobiáš Adler je ve zručské matrice k roku 1694. V huti u Nespěřic zaměstnával převážně bratry a později i syny. Huť vzkvétala a Tobiáš ji provozoval až do r. 1721, kdy odešel se synem Tobiášem do sklárny v Rožmitálu pod Třemšínem. 
Tobiáš měl 5 synů - Františka Antonína, Tobiáše Matěje, Jana Bedřicha, Šimona Hanibala a Josefa.
František Antonín a Tobiáš Matěj provozovali hutě na Šumavě v prostoru Plání na Vimpersku a Železné Rudy. Obchodní blokády a krize sklářství během napoleonských válek však způsobily, že se potomci Tobiáše a Františka na Šumavě přestali sklářstvím živit.
Tobiáš provozoval také huť v Rožmitálu pod Třemšínem a v letech 1749–1783 Skelnou Huť pod Brdcem. 
František Antonín si na přelomu let 1711/1712 najal huť v Bošticích a provozoval ji asi do roku 1714. V roce 1721 odkoupil od statku Těchobuz část lesa. Vybudoval zde huť Tallenberk, která pracovala až do roku 1749. V roce 1721 se oženil v Ratajích s Annou Marii Gattermayerovou a jeho tchán mu snad jako věno zřídil sklárnu v Jelenově, kterou pak provozoval až do roku 1735. Od roku 1722 až asi do roku 1727 měl pak v nájmu i sklárnu ve Slavětíně. V roce 1724 koupil i statek Mezilesí a v roce 1735 statek Těchobuz. Zde zřídil další sklárnu, která pracovala až do roku 1750, kdy byl provoz ukončen pro nedostatek dřeva. František Antonín zemřel v roce 1736.
Starou Huť u Nespeřic převzal po otci Jan Bedřich Adler, který se téhož roku oženil s Evou Terezii Gattermayerovou. Huť byla zrušena v roce 1731 údajně pro nedostatek dřeva. Jan Bedřich založil blíže ke Kácovu pod obcí Kněž huť Marienthal. Zde ukončil provoz roku 1744, kdy koupil statek Rušínov a Modletín a založil zde další sklárnu. Statek však sousedil s državou Auerspergu, se kterými se dostal do sporu. Jan Bedřich jim pak roku 1756 statek prodal. Jeho syn Ferdinand si před tím v roce 1752 pronajal huť Brušoveckou u Herálce. Tato huť pak zanikla po roce 1760.
Šimon Hanibal se oženil také v roce 1721 a to s Alžbětou Lubiňskou z Uhlířských Janovic. V roce 1726 založil v Loukově na panství lipnickém sklárnu Sv. Františka. V roce 1732 založil na vilémovickém statku u Ledče n. Sázavou Hanibalovskou sklárnu. Obě sklárny pak provozoval až do své smrti v roce 1742. Sklárna ve Vilémovicích pak zanikla. Sklárnu v Loukově provozovala dále Šimonova manželka Alžběta. Ta v roce 1743 získala statky Loukov a Budíkov. Na budíkovském statku u Kejžlic pak zřídila další huť, kterou vedla až do své smrti. V roce 1759 František se sestrami tento statek prodali. Pro syna Františka Karla již v roce 1749 koupila vdova Alžběta statek Častrov u Kamenice n.L. Zde založil František huť Drozdany. Huť v Loukově zůstala v držení sester Františka a vedl jí nejprve Václav Čapek, manžel jedné ze sester, a pak Guolfinger ze Steinsbergu, manžel druhé. V roce 1763 dědicové statek Loukov prodali, ale huť zde provozovali dále až do roku 1771, kdy jí získal Johann Ignác Eisner. Roku 1779 přišel Častrovský statek Františka Karla do úpadku. František Karel je pak uváděn v roce 1788 jako skelmistr, který toho roku zemřel, na huti brumovské na moravsko-slovenských hranicích.
Poslední syn Josef skelmistrem nebyl. V roce 1727 se oženil v Brunstu u Železné Rudy s Ludmilou Eisnerovou a v roce 1743 zemřel u svého otce na Rožmitálsku. Jeho syn Václav měl syna Michaela, Ten se oženil roku 1797 na Zbraslavické huti s vlastní sestřenicí a téhož roku se stal skelmistrem v Dobré Vodě u Světlé nad Sázavou. V roce 1803 však koupil od skelmistra Pohla huť v Loukově, kde v roce 1821 zemřel. Před tím však v roce 1818 převzal do nájmu nově zřízenou huť sv. Josefa u Jilemu na chotěbořském panství. Po Michaelově smrti se hutí ujal jeho syn Václav. Ten však zemřel již v roce 1838. Další ze synů Michaela František měl v nájmu od roku 1829 huť v Ostředku. I když měl smlouvu uzavřenou na 8 let, již v roce 1830 od ní ustoupil a na huti pak pracoval jako skelmistr František Kavalír.